# 600 nanômetros
O processo de 600 nm refere-se ao nível de tecnologia do processo de fabricação de semicondutores MOSFET que foi comercializado por volta do período de 1990 a 1995, por empresas líderes de semicondutores como NTT, NEC, Toshiba, IBM, Mitsubishi Electric e Intel.